# NGC 2948
NGC 2948 est une galaxie spirale barrée située dans la constellation du Lion. NGC 2948 a été découverte par l'astronome germano-britannique William Herschel en 1786.

## Caractéristiques
Sa vitesse par rapport au fond diffus cosmologique est de 5 314 ± 23 km/s, ce qui correspond à une distance de Hubble de 78,4 ± 5,5 Mpc (∼256 millions d'al).
À ce jour, cinq mesures non basées sur le décalage vers le rouge (redshift) donnent une distance de 63,880 ± 8,514 Mpc (∼208 millions d'al), ce qui est tout juste à l'extérieur des valeurs de la distance de Hubble. Notons cependant que c'est avec la valeur moyenne des mesures indépendantes, lorsqu'elles existent, que la base de données NASA/IPAC calcule le diamètre d'une galaxie et qu'en conséquence le diamètre de NGC 2948 pourrait être d'environ 41,7 kpc (∼136 000 al) si on utilisait la distance de Hubble pour le calculer.
La classe de luminosité de NGC 2948 est II-III et elle présente une large raie HI. De plus, c'est une galaxie du champ, c'est-à-dire qu'elle n'appartient pas à un amas ou un groupe et qu'elle est donc gravitationnellement isolée.